# Union sportive Remchi
Maillots
Actualités
Dernière mise à jour : 22 mai 2020.
L'Union Sportive Remchi (en arabe : الاتحاد الرياضي للرمشي), plus couramment abrégé en US Remchi ou encore en USR, est un club algérien de football fondé en 1928 et basé dans la ville de Remchi, en Algérie.

## Histoire
L'Union Sportive Remchi évolua depuis la saison 2014-2015 dans le Championnat d'Algérie de 3e division, appelé Division Nationale Amateur. son palmarès notable est d'être premier du classement du Championnat de Division Régional Ouest (D3) durant la saison: 1999-2000.

## Parcours

### Classement en championnat par saison
- 1962-63 : D?
- 1963-64 :
- 1964-65 :
- 1965-66 :
- 1966-67 :
- 1967-68 :
- 1968-69 : D5, 2e D Ouest, Gr, ?e
- 1969-70 : D4, 1re D Ouest, Gr.A, 2e
- 1970-71 :
- 1971-72 :
- 1972-73 :
- 1973-74 :
- 1974-75 :
- 1975-76 :
- 1976-77 :
- 1977-78 :
- 1978-79 :
- 1979-80 : D3: Division d'Honneur ouest (LOFA)
- 1980-81 : D3: Division d'Honneur Ouest (Lofa)
- 1981-82 : D3 : Division d'Honneur ouest (Lofa )
- 1982-83 : D3 ; Division d'Honneur Ouest ( Lofa )
- 1983-84 : D4 : Division de Wilaya , Tlemcen
- 1984-85 : D3 ; Division d'Honneur ouest ( Lofa )
- 1985-86 : D3 ; Division d'Honneur Ouest , (Lofa )
- 1986-87 : D4 : Division d'Honneur Ouest , (Lofa )
- 1987-88 : D5, Division Pré Honneur Ouest , 1er  [2] .
- 1988-89 : D4, Division D'Honneur Ouest , Groupe (A)
- 1989-90 : D4; Division d'Honneur Ouest (Lofa )
- 1990-91 : D4; Division d'Honneur Ouest  (Lofa ) 4é deriére : WABC Terga 1er ,CRB Témouchent (B) 2e et CRB Hennaya 3e .
- 1991-92 : D4; Division d'Honneur Ouest (Lofa) ,2e deriére MCBHadjadj 1er .
- 1992-93 : D4; Division d'Honneur ouest (Lofa) , 2e deriére CRB El-Amria 1er .
- 1993-94 : D4 ; Division d'Honneur Ouest ( Lofa ) 3e , deriére : IS Tighennif Champion et  CSUOran  2éme .
- 1994-95 : D4 : Division d'Honneur Ouest ( Lofa ) 2eme deriére le premier :  ASPC Tlemcen
- 1995-96 : D4 : Division d'Honneur Ouest ( Lofa ) 2éme deriére le CRB Sfisef  champion .
- 1996-97 : D4, Division d'honneur Ouest(LOFA) groupe B, 1er   [3] .
- 1997-98: D3, Régional Ouest, ?e
- 1998-99: D3, Régional Ouest, 6e
- 1999-00 : D4, Régional Ouest, 1re
- 2000-01:  D3, Régional Ouest, 9e
- 2001-02:  D3, Régional Ouest, ?e
- 2002-03: D3, Régional Ouest, 10e
- 2003-04: D3, Régional Oran, ?e
- 2004-05: D4, Régional 1 Oran, ?e
- 2005-06: D4, Régional 1 Oran, 1re
- 2006-07: D3, Inter-régions Ouest, 2e
- 2007-08: D3, Inter-régions Ouest, 2e
- 2008-09: D3, Inter-régions Ouest, 9e
- 2009-10: D3, Inter-régions Ouest, 5e
- 2010-11: DNA Gr. Centre-Ouest, 6e
- 2011-12: DNA Gr. Ouest, 2e
- 2012-13: DNA Gr. Ouest, 7e
- 2013-14: DNA Gr. Ouest, 3e
- 2014-15: DNA Gr. Ouest, 8e
- 2015-16: DNA Gr. Ouest, 10e
- 2016-17: DNA Gr. Ouest, 14e
- 2017-18: DNA Gr. Ouest, 13e
- 2018-19: DNA Gr. Ouest, 15e
- 2019-20: DNA Gr. Ouest, 7e
- 2020-21: Ligue 2 Gr. Ouest, e

- 2021-2022
- 2022-2023
- 2023-2024
- 2024-2025

### Parcours de l'US Remchi en Coupe d'Algérie
| Saison    | Tour              | Matchs               | Résultats          |
| --------- | ----------------- | -------------------- | ------------------ |
| 1962-63   | *                 | Non participé        | *                  |
| 1963-64   | ?                 | ?                    | ?                  |
| 1964-65   | ?                 | ?                    | ?                  |
| 1965-66   | ?                 | ?                    | ?                  |
| 1966-67   | 3e T.R            | USM Trezel           | 6-0                |
| 1967-68   | 1re T.R           | GC Ain Tolba         | ?                  |
| 1968-69   | ?                 | ?                    | ?                  |
| 1969-70   | ?                 |                      | ?                  |
| 1970-71   | ?                 |                      | ?                  |
| 1971-72   | ?                 | ?                    | ?                  |
| 1972-73   | ?                 | ?                    | ?                  |
| 1973-74   | ?                 | ?                    | ?                  |
| 1974-75   | ?                 | ?                    | ?                  |
| 1975-76   | ?                 | ?                    | ?                  |
| 1976-77   | ?                 | ?                    | ?                  |
| 1977-78   | ?                 | ?                    | ?                  |
| 1978-79   | ?                 | ?                    | ?                  |
| 1979-80   | ?                 | ?                    | ?                  |
| 1980-81   | ?                 | ?                    | ?                  |
| 1981-82   | ?                 | ?                    | ?                  |
| 1982-83   | ?                 | ?                    | ?                  |
| 1983-84   | ?                 | ?                    | ?                  |
| 1984-85   | ?                 | ?                    | ?                  |
| 1985-86   | ?                 | ?                    | ?                  |
| 1986-87   | ?                 | ?                    | ?                  |
| 1987-88   | ?                 | ?                    | ?                  |
| 1988-89   | ?                 | ?                    | ?                  |
| 1989-90   | N.J               | N.J                  | N.J                |
| 1990-91   | ?                 | ?                    | ?                  |
| 1991-92   | ?                 | ?                    | ?                  |
| 1992-93   | N.J               | N.J                  | N.J                |
| 1993-94   | 4e T.R            | CS Université d'Oran | 1-1 t.a.b 5-2      |
| 1994-95   | 2e T.R            | CRB Hennaya          | ?                  |
| 1995-96   | 4e T.R            | CC Sig               | 2-1                |
| 1996-97   | ?e T.R            | ?                    | ?                  |
| 1997-98   | ?e T.R            | ?                    | ?                  |
| 1998-99   | ?e T.R            | ?                    | ?                  |
| 1999-00   | ?e T.R            | ?                    | ?                  |
| 2000-01   | ?e T.R            | ?                    | ?                  |
| 2001-02   | 3e T.R            | SCM Oran             | 3-0                |
| 2002-03   | 1/64 finale       | SCM Oran             | ?                  |
| 2003-04   | 1/32 finale       | USM Alger            | 7-0                |
| 2004-05   | 1/64 finale       | CA Planteurs         | ?                  |
| 2005-06   | ?e T.R            | ?                    | ?                  |
| 2006-07   | ?e T.R            | ?                    | ?                  |
| 2007-08   | ?e T.R            | ?                    | ?                  |
| 2008-09   | 1/16 finale       | USM Sétif            | 1-0                |
| 2009-10   | 1/32 finale       | MO Bejaia            | 3-3 t.a.b 5-4      |
| 2010-11   | 3e T.R            | CRB Mirine           | ?                  |
| 2011-12   | 4e T.R            | ICS Tlemcen          | 1-0                |
| 2012-13   | Avant dernier T.R | IRB El Kerma         | 1-0                |
| 2013-14   | 1/16 finale       | ES Sétif             | 3-0                |
| 2014-15   | 1/64 finale       | RC Relizane          | 4-2 a.p            |
| 2015-16   | 1/64 finale       | ASB Maghnia          | 1-0                |
| 2016-17   | ?e T.R            | ?                    | ?                  |
| 2017-18   | ?e T.R            | ?                    | ?                  |
| 2018-19   | 1/16 finale       | NC Magra             | 3-0                |
| 2019-20   | 4e T.R            | SCM Oran             | 0-0 ap (t.a.b 1-3) |
| 2020-2021 |                   |                      |                    |
| 2021-2022 |                   |                      |                    |
| 2022-2023 |                   |                      |                    |

## Identité du club

### Logo et couleurs
Depuis la fondation de l'Union Sportive Remchi en 1928, ses couleurs sont toujours le Rouge et le Blanc.

Ancien logo
Logo actuel

## Structures du club

### Infrastructures
L'Union Sportive Remchi joue ses matches à domicile au Stade du 18 février de Remchi.